# Hans Joos
Hans H. Joos (* 31. Dezember 1926 in Stuttgart; † 18. November 2010 in Hamburg) war ein  deutscher Physiker auf dem Gebiet der Theoretischen Physik.
Joos studierte an der Universität Tübingen bei Gert Molière (1909–1964) und war dann in São Paulo und an der Universität Hamburg, wo er 1961 zum Dr. rer. nat. promoviert wurde. Danach war er 1961/1962 am Institute for Advanced Study in Princeton, an der University of Minnesota und am CERN. Ab 1963 war er als Wissenschaftlicher Mitarbeiter Mitglied der wissenschaftlichen Leitung am Deutsches Elektronen-Synchrotron (DESY) in Hamburg und zeitweise Leiter von dessen Theorie-Gruppe. Seit 1965 war er auch Honorarprofessor für Theoretische Physik an der Universität Hamburg. Er lebte in Halstenbek.

## Schriften (Auswahl)
- Manfred Böhm, Ansgar Denner, Hans Joos: Gauge Theories of the Strong and Electroweak Interaction. Vieweg+Teubner Verlag, Wiesbaden 2001, ISBN 978-3-322-80162-3, doi:10.1007/978-3-322-80160-9 (englisch).
  - Ältere Auflage in Deutsch: Eichtheorien der starken und elektroschwachen Wechselwirkung, Teubner Studienbücher, 1981, englisch 3. Auflage